# Monoeca mexicana
Monoeca mexicana là một loài Hymenoptera trong họ Apidae. Loài này được Radoszkowski mô tả khoa học năm 1884.